# Josep Franch i Xargay
Josep Franch i Xargay, de vegades esmentat com a Franch II, (Banyoles, 1 d'agost de 1943 - Barcelona, 19 de maig de 2021) fou un futbolista català de les dècades de 1960 i 1970.

## Trajectòria
Començà jugant a futbol a la posició d'extrem dret, que posteriorment reconvertí a la de lateral dret. Començà la seva carrera al juvenil del CD Banyoles, jugant posteriorment amb el primer equip a Primera Regional. La temporada 1962-63 jugà a la UE Figueres, i la següent fitxà pel Girona FC, on jugà durant dues temporades i on, a més, coincidí amb el seu germà Joan.
Defensà els colors del CF Badalona a Segona Divisió durant tres temporades (1965-68), amb 59 partits de lliga jugats. El 1971 ingressà al primer equip del FC Barcelona, on romangué durant tres temporades, però mai fou titular indiscutible, disputant només 17 partits de lliga. Guanyà una copa d'Espanya, com a títol més destacat. L'any 1971 fitxà pel CE Sabadell, club amb el qual jugà quatre temporades, la primera a Primera divisió i la resta a Segona. El 7 de novembre de 1968, davant de 8.000 espectadors, disputà un partit amb la selecció catalana de futbol enfront del CF Atlante de Mèxic a benefici de la Creu Roja.
El seu germà Joan Franch i Xargay també fou futbolista.

## Palmarès
- Finalíssima de la Copa de les Ciutats en Fires:
  - 1971
- Copa espanyola:
  - 1971